# 圣热尔米耶
圣热尔米耶（法語：Saint-Germier，法語發音：[sɛ̃ ʒɛʁmje]）是法国德塞夫勒省的一个市镇，属于帕尔特奈区。

## 地理
圣热尔米耶（46°27'41"N, 0°2'21"W）面积11.78 平方千米，位于法国新阿基坦大区德塞夫勒省，该省份为法国西部内陆省份，北起曼恩-卢瓦尔省，西接旺代省，南至夏朗德省和滨海夏朗德省，东临维埃纳省。
与圣热尔米耶接壤的市镇（或旧市镇、城区）包括：丰佩龙、梅尼古特、庞普鲁、苏当、鲁耶、桑赛。

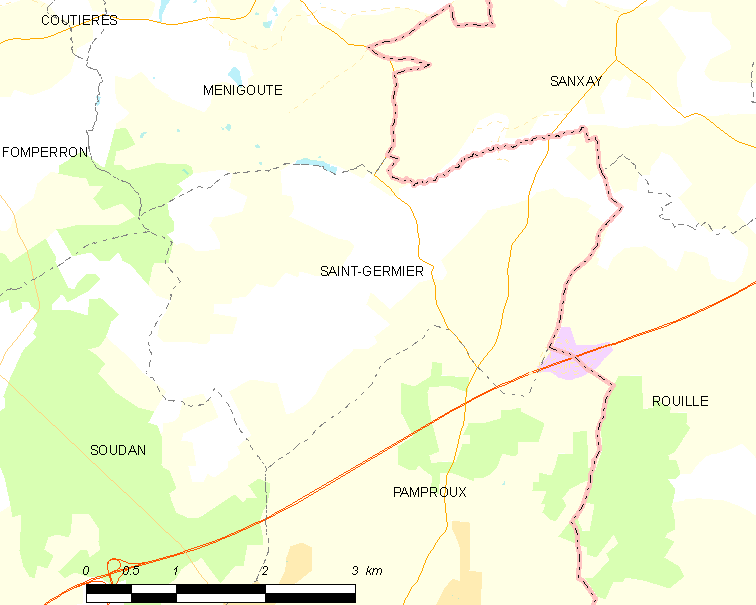
圣热尔米耶的OSM定位图

圣热尔米耶的时区为UTC+01:00、UTC+02:00（夏令时）。

## 行政
圣热尔米耶的邮政编码为79340，INSEE市镇编码为79256。

## 政治
圣热尔米耶所属的省级选区为拉加蒂讷县。

## 人口

1962-2008年间圣热尔米耶人口变化图示

圣热尔米耶于2022年1月1日时的人口数量为259人。